# Campionati del mondo di ciclismo su pista 2015 - Inseguimento individuale femminile
La gara inseguimento individuale femminile ai Campionati del mondo di ciclismo su pista 2015 si svolse il 20 febbraio 2015. La vittoria andò all'australiana Rebecca Wiasak.
Partenza con 21 atlete le quali tutte completarono la gara. 
Tutte le gare si svolsero sulla distanza di 3000 mt. con partenza da fermo.

## Podio
| Pos.    | Atleta           | Nazionalità |
| ------- | ---------------- | ----------- |
| Oro     | Rebecca Wiasak   | Australia   |
| Argento | Jennifer Valente | Stati Uniti |
| Bronzo  | Amy Cure         | Australia   |

## Risultati

### Qualifiche
I migliori due tempi si qualificano alla finale per l'oro, il terzo e il quarto tempo si qualificano alla finale per il bronzo.
| Pos. | Atleta              | Nazione       | Tempo    | Note |
| ---- | ------------------- | ------------- | -------- | ---- |
| 1    | Rebecca Wiasak      | Australia     | 3:27.018 | Q    |
| 2    | Jennifer Valente    | Stati Uniti   | 3:29.547 | Q    |
| 3    | Amy Cure            | Australia     | 3:29.794 | q    |
| 4    | Joanna Rowsell      | Gran Bretagna | 3:31.171 | q    |
| 5    | Katie Archibald     | Gran Bretagna | 3:31.276 |      |
| 6    | Jasmin Glaesser     | Canada        | 3:34.827 |      |
| 7    | Jaime Nielsen       | Nuova Zelanda | 3:34.938 |      |
| 8    | Marlies Mejias      | Cuba          | 3:35.570 |      |
| 9    | Élise Delzenne      | Francia       | 3:36.730 |      |
| 10   | Mieke Kröger        | Germania      | 3:38.522 |      |
| 11   | Georgia Williams    | Nuova Zelanda | 3:38.731 |      |
| 12   | María Luisa Calle   | Colombia      | 3:39.592 |      |
| 13   | Eugenia Bujak       | Polonia       | 3:39.636 |      |
| 14   | Lotte Kopecky       | Belgio        | 3:41.044 |      |
| 15   | Edita Mazurevičiūtė | Lituania      | 3:42.610 |      |
| 16   | Edyta Jasińska      | Polonia       | 3:44.505 |      |
| 17   | Silvia Valsecchi    | Italia        | 3:45.324 |      |
| 18   | Gloria Rodríguez    | Spagna        | 3:45.409 |      |
| 19   | Pang Yao            | Hong Kong     | 3:48.609 |      |
| 20   | Inna Metalnykova    | Ucraina       | 3:53.303 |      |
| 21   | Maroesjka Matthee   | Sudafrica     | 3:54.856 |      |

### Finali
| Posizione            | Atleta           | Nazione       | Tempo    | Gap    |
| -------------------- | ---------------- | ------------- | -------- | ------ |
| Finale per l'Oro     |                  |               |          |        |
| 1                    | Rebecca Wiasak   | Australia     | 3:30.305 |        |
| 2                    | Jennifer Valente | Stati Uniti   | 3:33.867 | +3.562 |
| Finale per il Bronzo |                  |               |          |        |
| 3                    | Amy Cure         | Australia     | 3:32.907 |        |
| 4                    | Joanna Rowsell   | Gran Bretagna | 3:36.330 | +3.423 |